# رود إي. جيجير
رود إي. جيجير (بالإنجليزية: Rod E. Geiger)‏ هو مخرج أمريكي، ولد في 1915 في نيويورك في الولايات المتحدة، وتوفي في 2000.

## وصلات خارجية
- رود إي. جيجير على موقع IMDb (الإنجليزية)
- رود إي. جيجير على موقع ألو سيني (الفرنسية)
- رود إي. جيجير على موقع أول موفي (الإنجليزية)
- رود إي. جيجير على موقع قاعدة بيانات الأفلام السويدية (السويدية)
- رود إي. جيجير على موقع قاعدة بيانات الفيلم (الإنجليزية)
- رود إي. جيجير على موقع كينوبويسك (الروسية)